# 邵喜珍
邵喜珍（1958年6月—），河北栾城人，汉族，中华人民共和国政治人物、第十二届全国人民代表大会河北地区代表。
毕业于河北师范大学，加入中国共产党，担任石家庄二中校长兼党委副书记。2008年起担任全国人大代表。2013年，被选为全国人大代表。